# نثاره بزرگ
نثاره بزرگ، روستایی از توابع بخش مرکزی شهرستان شادگان در استان خوزستان ایران است. در قدیم نامش نصاره بود که ظاهرا متعلق به طایفه آلبوصبیح از بنی کعب بوده. بزرگان آن بیت یعقوب آلبوصبیح هست یعقوب‌ دو فرزند داشت یوسف وجلیل مهمترين شخصیت نوه یوسف علیرضاآلبوصبیح یا علیرضا عساکره هست ساکن کنگان بوشهر هست مردم روستا به زبان عربی صحبت می کنند  اکثر مردم مشغول به کار کشاورزی هستن 

## جمعیت
این روستا در دهستان دارخوین قرار دارد و براساس سرشماری مرکز آمار ایران در سال ۱۳۸۵، جمعیت آن ۳۹۴ نفر (۸۲خانوار) بوده‌است.